# Concert classics, volume 4
Concert classics, volume 4 is een livealbum in 1999 uitgegeven door Renaissance Records.

## Geschiedenis
Alhoewel U.K. al snel in 1979 ter ziele ging bleef er vraag naar muziek van de band. Aangezien er geen (nieuw) studiomateriaal voorhanden was, verscheen er een uitgebreide verzameling bootlegs, waaronder een die opgenomen was op 11 juli 1978 in het Paradise Theater in Boston. Deze werd in 1999 uitgegeven onder de titel Concert classics, volume 4. Het werd al snel weer van de markt gehaald, EG Music de muziekuitgeverij van de band, zorgde voor terugtrekking. Er kwamen wel heruitgaven onder titels als Live in Boston (2007) en Live in America. De band gaf destijds steeds geen toestemming tot release(s), maar een geremasterde versie werd wel opgenomen in de box Ultimate collector’s edition in 2016, daarmee werd het met terugwerkende kracht een soort “official bootleg”. De verschillende uitgaven kennen allerlei verkeerde indelingen van de tracks, pas definitief gecorrigeerd bij die boxuitgave, maar Jobson was daar ook jaren mee bezig geweest.
Het concert vond plaats in de overgang tussen het eerste en tweede studioalbum van U.K., respectievelijk U.K. en Danger money, maar nog in de samenstelling van het eerste.   

## Musici
- Allan Holdsworth – gitaar
- John Wetton – basgitaar, zang
- Eddie Jobson – toetsinstrumenten, elektrische viool
- Bill Bruford – drumstel, percussie

## Muziek
| Nr. | Titel                                     | Duur  |
| --- | ----------------------------------------- | ----- |
| 1.  | Alaska (Jobson)                           | 1:33  |
| 2.  | Time to kill (Jobson, Wetton, Bruford)    | 7:17  |
| 3.  | The only thing she needs (Jobson, Wetton) | 7:21  |
| 4.  | Carrying no cross (Jobson, Wetton)        | 9:59  |
| 5.  | Thirty years (Jobson, Wetton, Bruford)    | 10:03 |
| 6.  | In the dead of night (Jobson, Wetton)     | 7:50  |
| 7.  | Caesar’s Palace blues (Jobson, Wetton)    | 4:30  |